# Nestoritherium
Nestoritherium es un género de ungulados ramoneadores extintos del orden Perissodactyla y la familia Chalicotheriidae, que vivieron desde el período Mioceno superior hasta el Pleistoceno en lo que ahora es Asia.